# Lillie P. Bliss

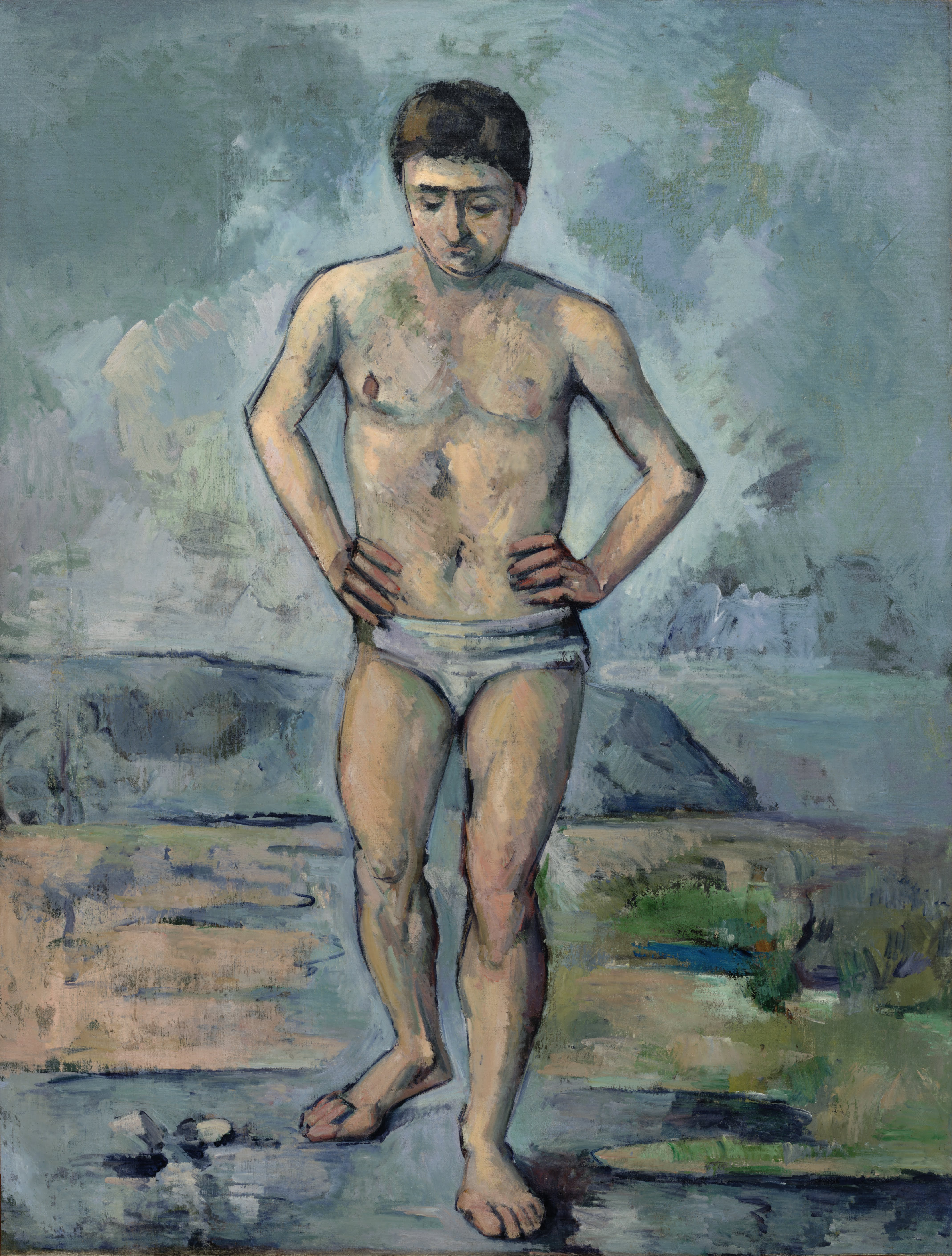
Paul Cézanne: Der Badende, 1885–1887, Museum of Modern Art, ehemals Sammlung Lillie P. Bliss

Lillie P. Bliss (eigentlich Lizzie Plummer Bliss) (* 11. April 1864 in Boston; † 12. März 1931 in New York City) war eine amerikanische Kunstsammlerin und Mäzenin. Anfang des 20. Jahrhunderts zählte sie zu den führenden Sammlern moderner Kunst in New York. Sie gehörte zu den Leihgebern der richtungsweisenden Armory Show im Jahr 1913 und trug durch weitere Ausstellungsbeteiligungen zur öffentlichen Beachtung dieser Kunst bei. 1929 spielte sie bei der Gründung des Museum of Modern Art eine wesentliche Rolle. Nach ihrem Tod gelangten 150 Kunstwerke ihrer Kollektion als Stiftung an das Museum. Dieser Grundstock der hauseigenen Sammlung umfasst Arbeiten von Künstlern wie Paul Cézanne, Georges Seurat, Paul Gauguin, Henri Matisse, Pablo Picasso und Amedeo Modigliani.

## Leben

### Familie und Jugend
Lizzie Plummer Bliss kam 1864 als Tochter des Textilkaufmanns Cornelius Newton Bliss und seiner Frau Elisabeth Mary Bliss, geborene Plummer (1836–1923), in Boston zur Welt. Von ihrer Familie und ihren Freunden wurde sie seit ihrer Kindheit Lillie P. Bliss genannt. Von den drei Geschwistern erreichte nur ihr 1874 geborener Bruder Cornelius Newton Bliss, Jr. das Erwachsenenalter. Als sie zwei Jahre alt war, zog ihre Familie nach New York City. Lillie P. Bliss besuchte keine Schule, sondern erhielt Unterricht von Privatlehrern. Ihr Vater bekleidete unter Präsident William McKinley von 1897 bis 1899 das Amt des Innenministers der Vereinigten Staaten. Seine Tochter begleitete ihn in dieser Zeit wiederholt zu offiziellen Veranstaltungen in Washington, da seine Frau diese krankheitsbedingt nicht wahrnehmen konnte.
Die künstlerisch interessierte Lillie P. Bliss lernte bei Empfängen in der Wohnung der Eltern Schauspieler wie Walter Hampden, Ruth Draper und Ethel Barrymore kennen. In ihrer Jugend gehörte ihr künstlerisches Hauptinteresse sowohl der klassischen als auch der zeitgenössischen Musik. Anfang des 20. Jahrhunderts begann sie junge Pianisten und Opernsänger finanziell zu fördern. Darüber hinaus unterstützte sie das von Franz Kneisel (1885–1917) geleitete Streichquartett (Kneisel Quartett) und förderte die Juilliard Foundation, die sich um musikalische Ausbildung kümmerte. Zu ihren Freunden gehörten der Musikkritiker Richard Aldrich und der Musiker Charles Martin Loeffler.
Zu den frühesten Begegnungen mit moderner Kunst gehörten Ausstellungsbesuche im Union League Club of New York. Ihr Vater war Mitglied dieses Club und stand diesem von 1902 bis 1906 als Präsident vor. Der Club zeigte wiederholt in öffentlichen Ausstellungen Werke lebender Künstler. Beispielsweise waren hier 1891 von Claude Monet 34 Werke zu sehen. Nach dem Tode des Vaters 1911 lebte Bliss, die nie geheiratet hatte, gemeinsam mit ihrer Mutter in einer Wohnung in der 37. Straße in Manhattan.

### Aufbau der Kunstsammlung
Zu ihren frühesten Ankäufen von Kunstwerken gehörte ein Gemälde des amerikanischen Malers Arthur B. Davies. Sie traf den Künstler in seinem Atelier und besuchte mit ihm und der Kunsterzieherin Mary Quinn Sullivan gemeinsam Kunstausstellungen. In den Folgejahren baute Bliss die größte Privatsammlung mit Arbeiten von Davies in den Vereinigten Staaten auf.
Ihr Freund, der Mediziner Christian Archibald Herter, begleitete ihr Klavierspiel gelegentlich als Freizeit-Cellist. Durch ihn lernte sie seine Schwägerin, die Malerin Adele Herter kennen, die gemeinsam mit Abby Aldrich Rockefeller und fünf weiteren Frauen im März 1911 den Women’s Cosmopolitan Club in New York City begründeten. Lillie P. Bliss trat dieser Vereinigung wenige Monate später bei. Mit Abby Aldrich Rockefeller verband sie eine lebenslange Freundschaft und ihre gemeinsamen Interessen führten später zur Gründung des Museum of Modern Art. Im selben Jahr konstituierte sich die Künstlervereinigung Association of American Painters and Sculptors zu deren Mitbegründern neben Arthur B. Davies der Künstler Walt Kuhn und der Kritiker Walter Pach zählten. Bliss erwarb über die Jahre zahlreiche Gemälde von Kuhn und alle drei spielten eine wesentliche Rolle bei der Vorbereitung der Armory Show im Jahr 1913, deren Ziel es war, modernste Strömungen der Kunst dem amerikanischen Publikum näherzubringen. Andere Ausstellungsorte, wie die konservativ geprägte National Academy of Design, verwehrten sich zu dieser Zeit aktuellen künstlerischen Tendenzen.
Sechs Wochen vor Beginn der Armory Show erwarb Bliss in der New Yorker Filiale der Galerie Durand Ruel zwei Landschaftsbilder von Pierre-Auguste Renoir und von Edgar Degas ein Gemälde und ein Pastell. Diese Bilder lieh sie zur Armory Show aus und half zudem mit finanziellen Mitteln die Ausstellung zu ermöglichen. Aus der Ausstellung kaufte sie zahlreiche Kunstwerke an, darunter Silence und Roger und Angelica von Odilon Redon. Aus den persönlichen Begegnungen mit in der Ausstellung vertretenen Künstlern entwickelten sich teils langandauernde Freundschaften. Dies betraf beispielsweise Maler wie Charles Sheeler, Charles und Maurice Prendergast, deren Arbeiten sie ebenfalls ankaufte.
Einen Schwerpunkt ihrer Sammlung bilden die Arbeiten von Paul Cézanne. Ihren ersten Cézanne (Die Straße von 1875) erwarb Bliss kurz nach Schließung der Armory Show aus der Sammlung ihres Freundes Arthur B. Davies. Unbeeinflusst von negativen Ausstellungskritiken erwarb Bliss 1916 in der von Félix Fénéon zusammengestellten Cézanne-Ausstellung in der New Yorker Montross Gallery das Gemälde Früchte und Wein sowie acht Aquarelle des Künstlers.

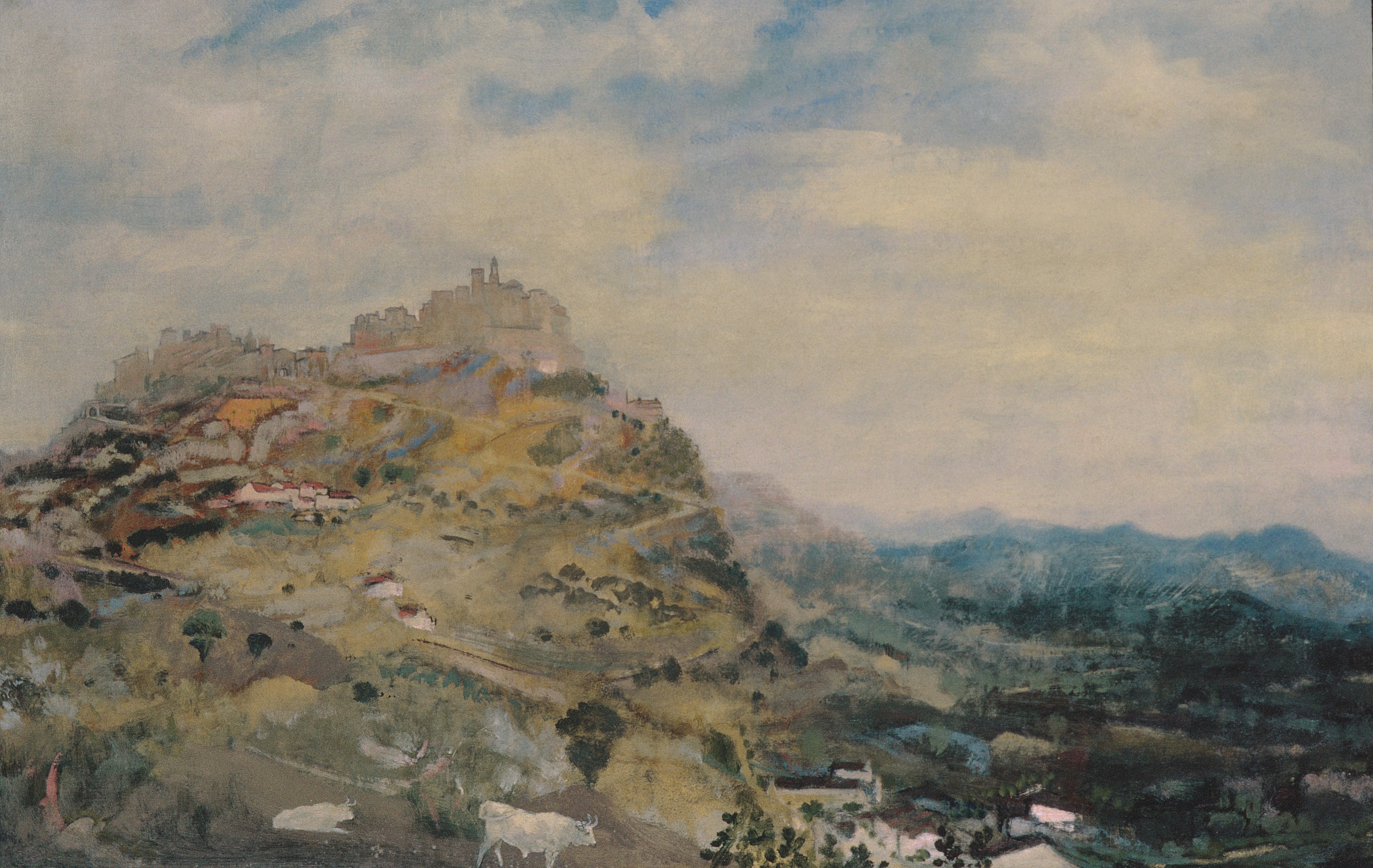
Arthur B. Davies: Italian Hill Town, um 1925, Stiftung ans Metropolitan Museum of Art
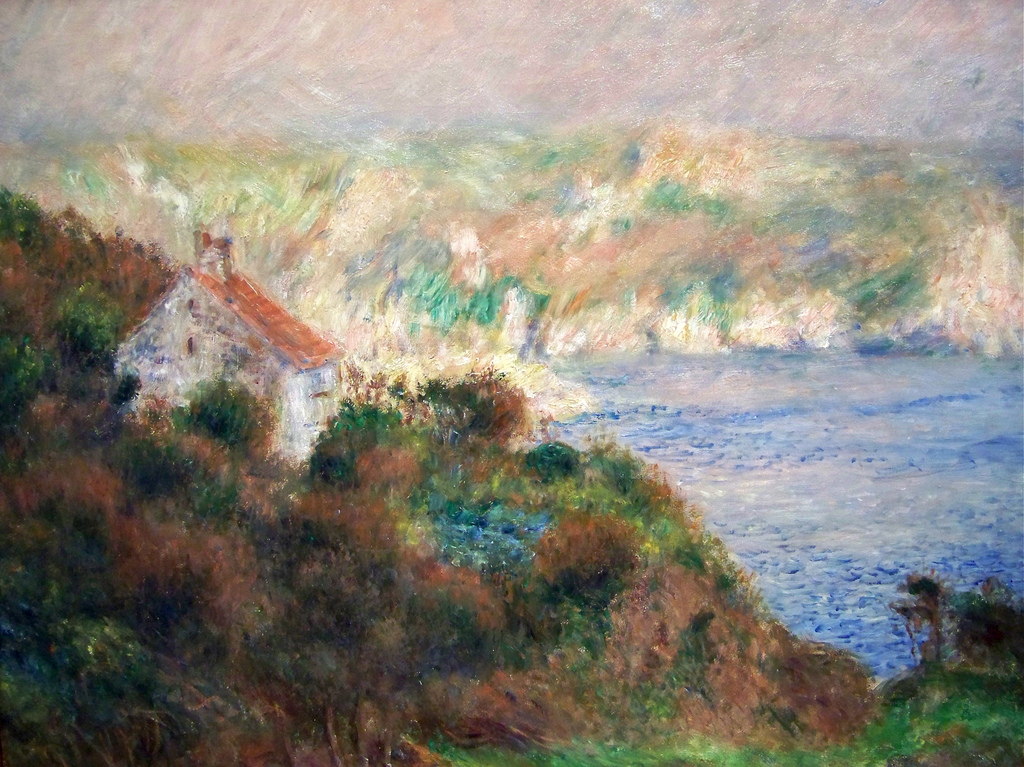
Pierre-Auguste Renoir: Brouillard à Guernsey, 1883, heute Cincinnati Art Museum
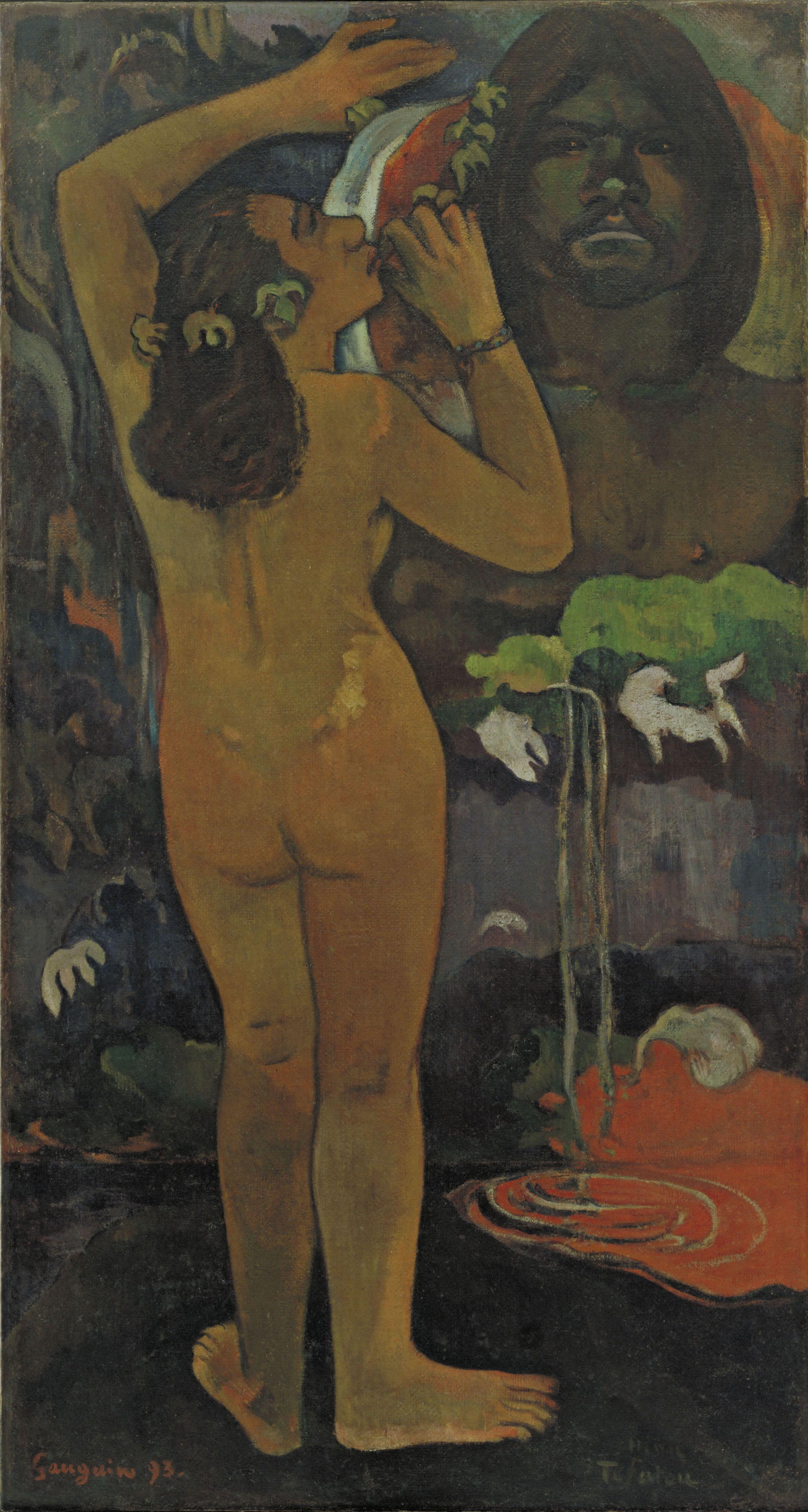
Paul Gauguin: Hina Te Fatu, 1893, Stiftung ans Museum of Modern Art
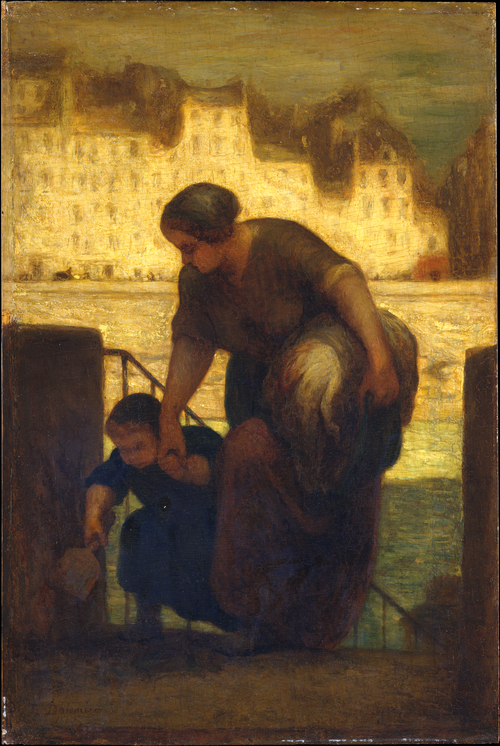
Honoré Daumier: Die Wäscherin, um 1863, heute Metropolitan Museum of Art

Zusammen mit ihren Freunden, den Kunstsammlern Louisine W. Havemeyer und John Quinn, überredete sie den Kurator für Malerei, Bryson Burroughs, 1921 die Ausstellung Loan exhibition of Impressionist and Post-Impressionist art im Metropolitan Museum of Art auszurichten. Quinn lieh 26, Bliss lieh zwölf (darunter fünf Cézannes und ihr Degas-Gemälde) und Havemeyer zwei Werke zu dieser Ausstellung (beide Frauen anonym). Die Presse klagte Quinn als heimlichen Leiter dieser Ausstellung an, kritisierte das selbsternannte Bürgerkomitee und bezeichnete die Ausstellung als „dangerous“ (gefährlich). Das aus der Sammlung Quinn gezeigte Gemälde Hina Te Fatou (Der Mond und die Erde) von Paul Gauguin bezeichnete die Zeitung New York World als typisch für die widerwärtigen bolschewisten Arbeiten, die in der Ausstellung zu sehen seien. Unbeeindruckt von solcher Kritik erwarb Bliss wenig später dieses Gemälde für ihre Sammlung.
Von 1924 bis 1929 reiste Bliss jährlich einmal nach Europa, um sich über die neuesten künstlerischen Entwicklungen – vor allem in Frankreich – zu informieren. Ankäufe für ihre Sammlung tätigte sie hingegen fast ausnahmslos über New Yorker Kunsthändler, beziehungsweise über die New Yorker Filialen europäischer Galerien. Neben aktueller Malerei erstand sie in diesen Jahren zudem einzelne Werke älterer Kunst. So kaufte sie 1927 neben einem Werk des Pointellisten Georges Seurat (Port-en-Bessin, Hafeneinfahrt) eine Arbeit des Realisten Honoré Daumier (Die Wäscherin).

### Die Gründung des Museum of Modern Art
Nach dem Tod von Arthur B. Davies im Oktober 1928 fanden mehrere Ausstellungen zu seinem Gedenken statt, zu der Lillie P. Bliss zahlreiche Kunstwerke auslieh. Bei der Auktion seiner Kunstsammlung gehörte Bliss, ebenso wie Abby Aldrich Rockefeller, zu den Käufern und bei beiden reifte der Gedanke eine Institution zu gründen, die sich Ausstellungen moderner Kunst in New York widmen sollte. Hierbei spielte die standhafte Weigerung des Metropolitan Museum of Art, Kunst des ausgehenden 19. Jahrhunderts sowie Arbeiten zeitgenössischer Künstler auszustellen, eine entscheidende Rolle.
Ende Mai 1929 lud Abby Aldrich Rockefeller ihre Freundinnen Lillie P. Bliss und Mary Quinn Sullivan zu einem Mittagessen ein, um die Gründung eines Museums für moderne Kunst zu erörtern. Als weiterer Gast nahm der Kunstsammler A. Conger Goodyear an diesem Treffen teil, der zuvor als Vorstandsmitglied der Albright Art Gallery in Buffalo gewirkt hatte. Goodyear stimmte zu, diesem Kreis als Präsident vorzustehen, Lillie P. Bliss wurde seine Stellvertreterin und Abby Aldrich Rockefeller füllte die Funktion der Schatzmeisterin aus. Kurze Zeit später stießen zu diesem Kreis der Kunsthistoriker und Sammler Paul J. Sachs ein Bekannter von Abby Aldrich Rockefeller, der Verleger Frank Crowninshield, ein Freund von Lillie P. Bliss, sowie die mit Bliss und Rockefeller befreundete Josephine Porter Boardman, die in New York einen Literarischen Salon führte. Am 7. November öffnete die erste Ausstellung des Museum of Modern Art in angemieteten Räumen im Heckscher Building in Manhattan. Zur ersten Ausstellung mit dem Titel Cezanne, Gauguin, Seurat, van Gogh steuerte Bliss wiederum einige Gemälde ihrer Sammlung bei.

### Letzte Lebensjahre und Testament
Die in ihren letzten Lebensmonaten von einer Krebserkrankung geschwächte Lillie P. Bliss nahm bis kurz vor ihrem Tod an den Aktivitäten des Museum of Modern Art regen Anteil. So besuchte sie noch am 2. März 1931 die dortige Ausstellung  Toulouse-Lautrec/Redon, zu der sie drei Werke von Redon und ihr Gemälde von Toulouse-Lautrec beigesteuert hatte. Am 12. März verstarb Lillie P. Bliss in New York. Sie fand ihre letzte Ruhestätte auf dem Woodlawn Cemetery. Zwei Monate nach ihrem Tod zeigte das Museum of Modern Art in seiner zwölften Ausstellung die Arbeiten von 24 Künstlern aus der Sammlung von Lillie P. Bliss zur Erinnerung an die Museumsmitbegründerin.
In ihrem Testament bedachte Lillie P. Bliss einige karitative Einrichtungen, wie das Krankenhaus New York Hospital oder die New York Association for Improving the Conditions of the Poor, eine Einrichtung der Armenfürsorge, mit finanziellen Zuwendungen. Teile ihrer Kunstsammlung vermachte sie dem Metropolitan Museum of Art. Hierzu gehörten beispielsweise Arbeiten von Arthur B. Davies und Claude Monets Gemälde Die Felsenklippen bei Étretat.
Zur Überraschung ihrer Freunde vom Museum of Modern Art stiftete sie mit 150 Kunstwerken den Großteil ihrer Kunstsammlung dieser Institution. Das Museum, zunächst nur für Ausstellungszwecke und ohne eine eigene Sammlung gedacht, erhielt hiermit den Grundstock der hauseigenen Kollektion. Zu den im Testament an diese Erbschaft geknüpften Bedingungen gehörte eine von Seiten des Museums bereitzustellende „firm financial basis“ (sichere finanzielle Basis) innerhalb von drei Jahren. Diese sollte zur dauerhaften Absicherung der Sammlung dienen.
Als vorausschauend und für den zukünftigen Museumsbestand hilfreich erwies sich die im Testament verfügte Regelung, dass Kunstwerke der Sammlung verkauft oder gegen andere Kunstwerke getauscht werden dürfen. Nur drei Bilder, die beiden Cézanne-Gemälde Stillleben mit Äpfeln und Stillleben mit Ingwergefäß, Zuckerdose und Orangen sowie das Bild Die Wäscherin von Daumier, waren von dieser Regelung ausgenommen. Diese Werke sollten niemals verkauft, sondern, falls für das Museum of Modern Art ungeeignet, dem Metropolitan Museum übereignet werden. Die beiden Bilder von Cézanne befinden sich bis heute im Museum of Modern Art, das Gemälde von Daumier ging 1947 in die Sammlung des Metropolitan Museum über.

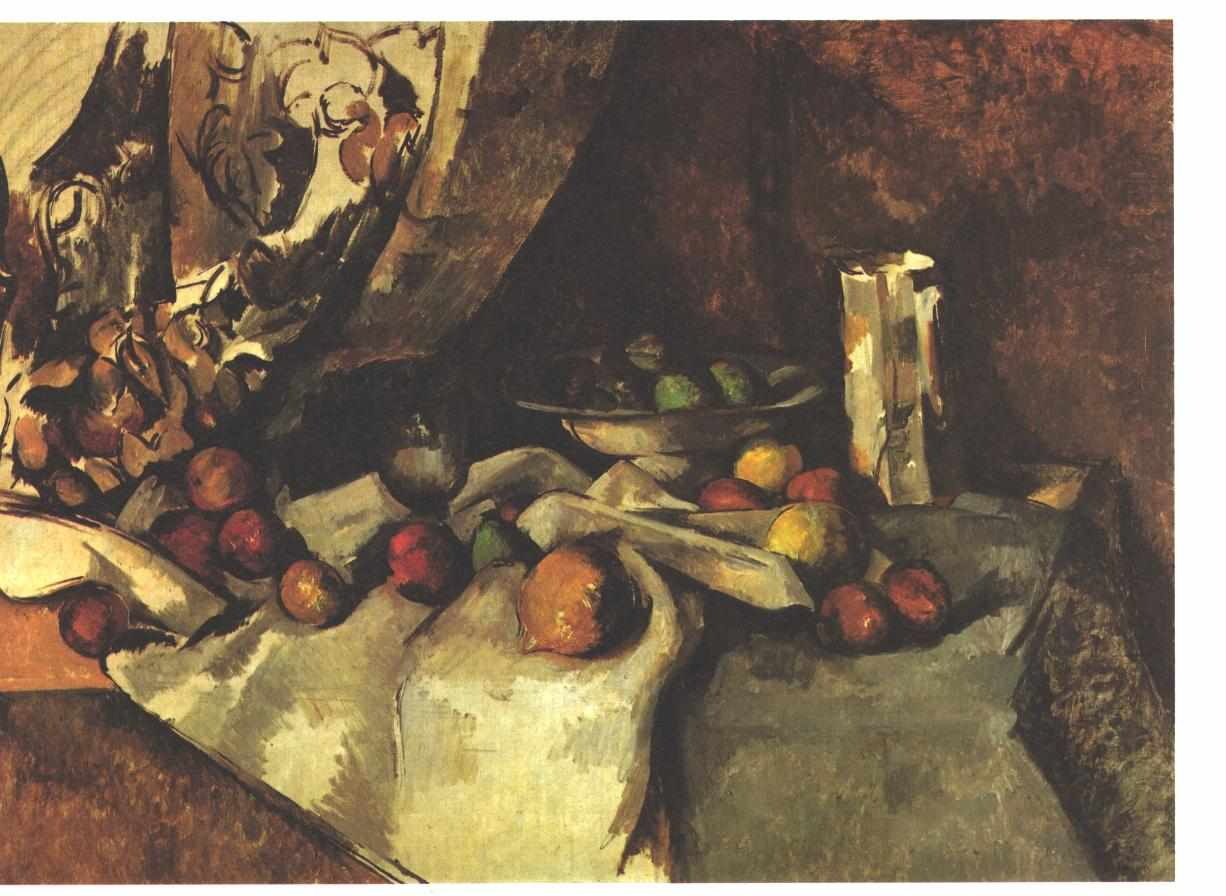
Paul Cézanne: Stillleben mit Äpfeln, 1895–98, Stiftung ans Museum of Modern Art
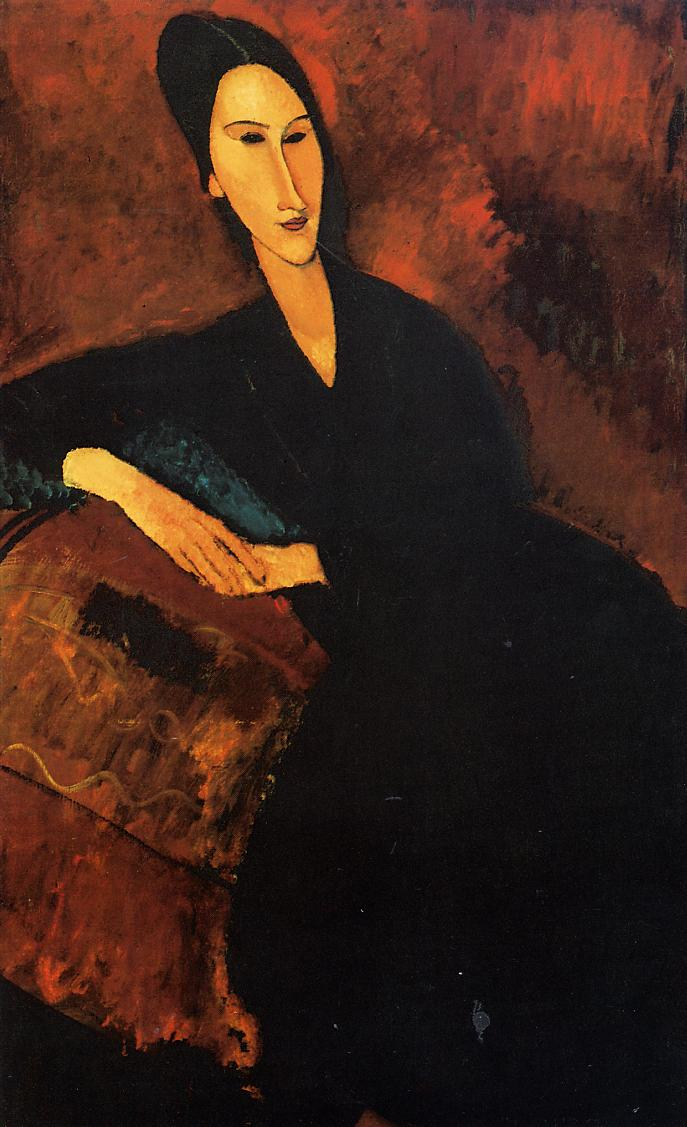
Amedeo Modigliani: Porträt Anna Zborowska, 1917, Stiftung ans Museum of Modern Art
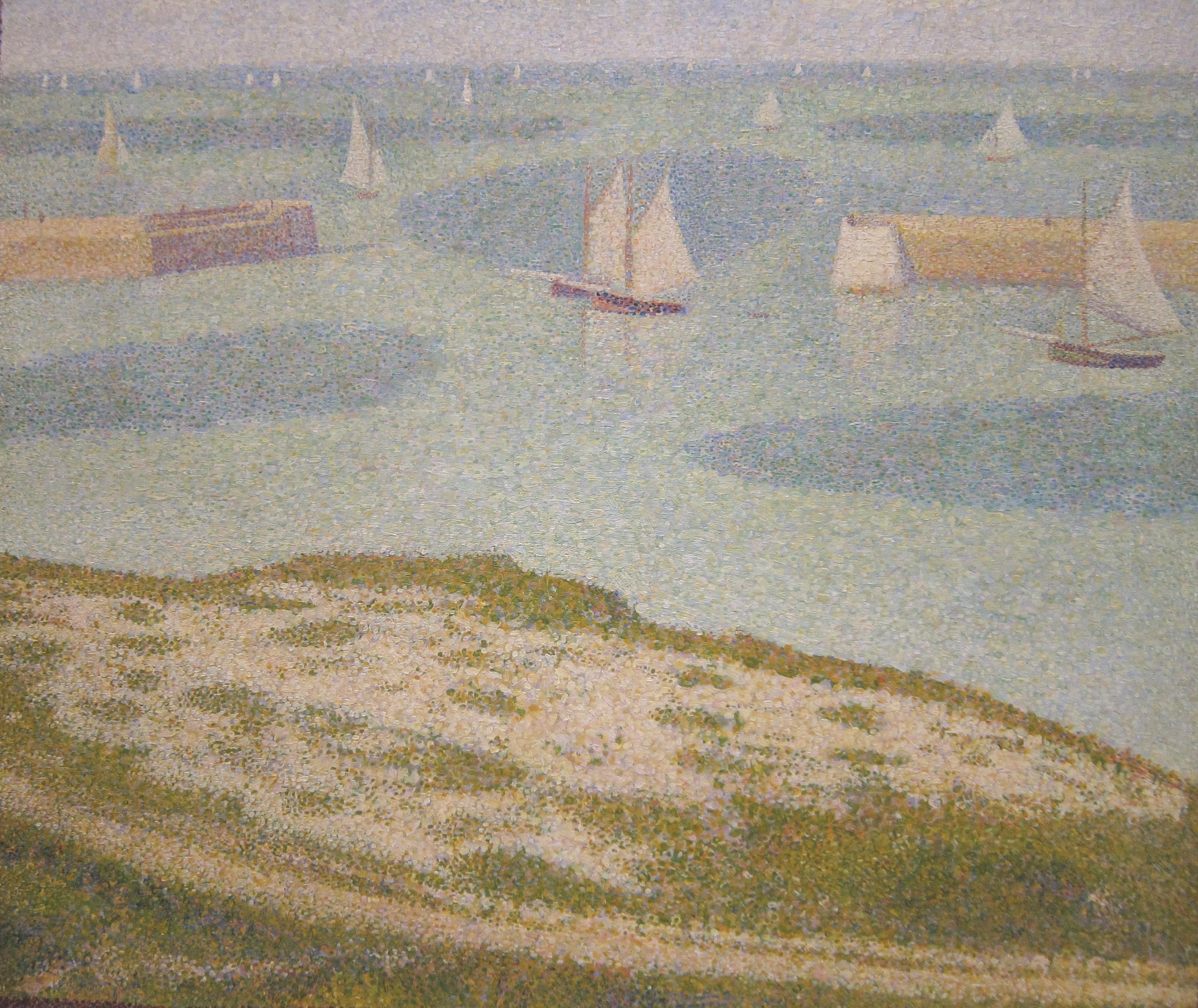
Georges Seurat: Port-en-Bessin, Hafeneinfahrt, 1888, Stiftung ans Museum of Modern Art
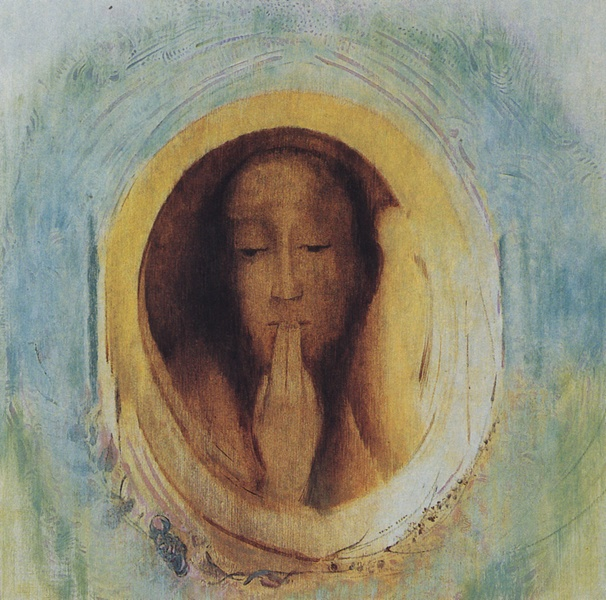
Odilon Redon: Silence, 1911, Stiftung ans Museum of Modern Art

Zu den wichtigsten bis heute im Museum of Modern Art verbliebenen Werken der Sammlung Bliss gehören neben Cézannes Stillleben sein Gemälde Der Badende, sowie die Arbeiten Bildnis Anna Zborowska von Amedeo Modigliani, Stillleben in Grün von Pablo Picasso, Hina Te Fatou von Paul Gauguin, Port-en-Bessin, Hafeneinfahrt von Georges Seurat Interieur mit Violinenkasten von Henri Matisse, sowie Silence und Roger und Angelica von Odilon Redon.
Die Bedeutung dieser Sammlung formulierte der erste Direktor des Museum of Modern Art, Alfred H. Barr, mit den Sätzen: „With the Bliss Collection, New York can now look London, Paris, Berlin, Munich, Moscow and Chicago in the face so far as public collections of modern art are concerned. Without it we would still have had to hang our heads as a backward community.“ (sinngemäß: Mit der Sammlung Bliss kann New York jetzt London, Paris, Berlin, München, Moskau und Chicago ins Gesicht sehen, soweit es öffentliche Sammlungen moderner Kunst betrifft. Ohne sie müssten wir als rückständige Gemeinde immer noch unsere Köpfe hängen lassen.).

## Das Lillie P. Bliss Vermächtnis

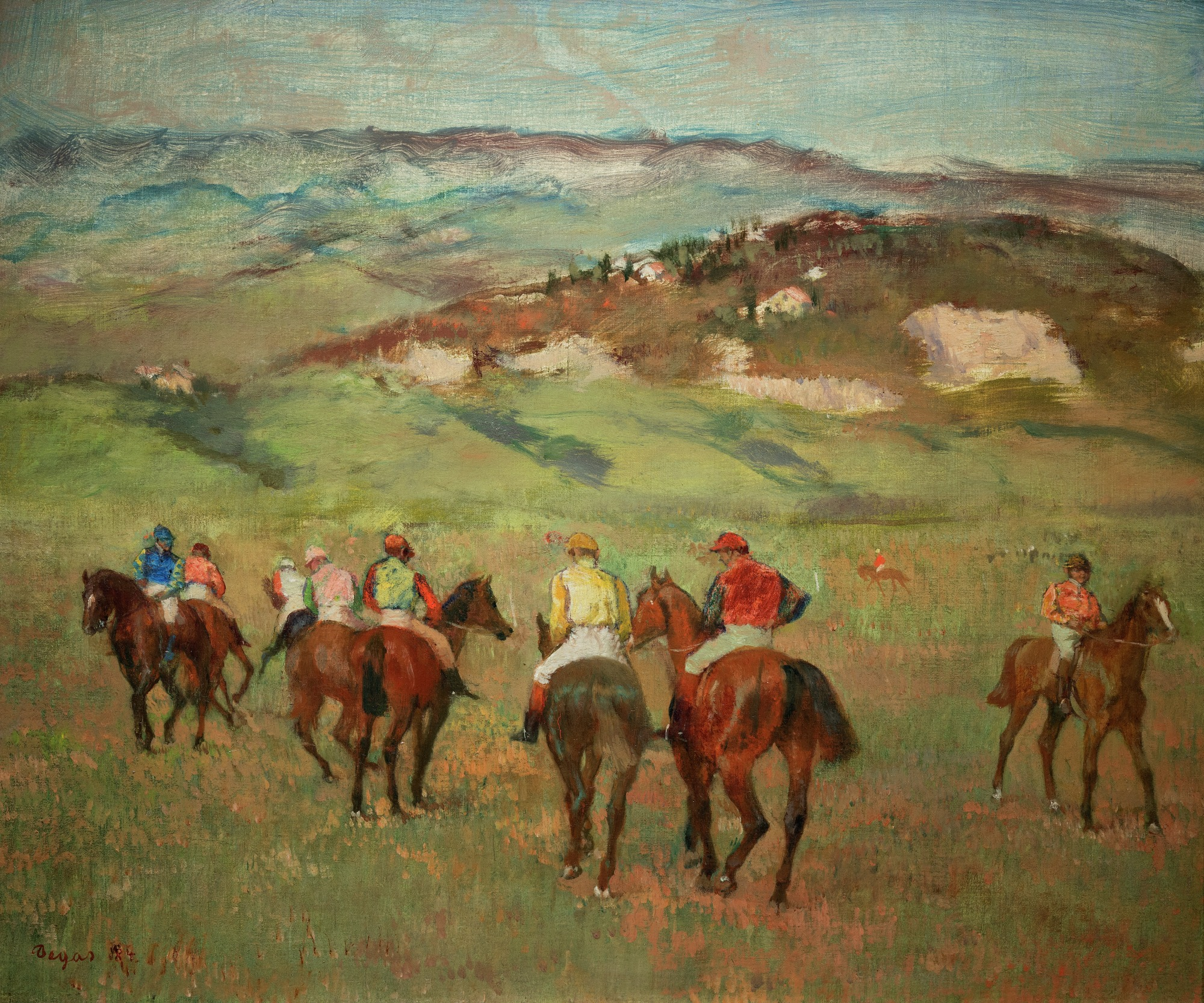
Edgar Degas: Reiter vor Hügellandschaft, 1884, heute Detroit Institute of Arts

Vincent van Gogh: Sternennacht, 1889, Museum of Modern Art

Die im Testament vage umschriebene „firm financial basis“, eine Art Stiftungskapital zum Erhalt und Ausbau der Sammlung, führte zu langwierigen Verhandlungen zwischen dem als Nachlassverwalter eingesetzten Bruder der Verstorbenen und dem Vorstand des Museum of Modern Art. Grundlage zur Bemessung der Höhe dieser Stiftung sollte der Gegenwert der dem Museum gestifteten Sammlung sein. Eine von der New Yorker Galerie Ferargil vorgenommene Schätzung bezifferte die Sammlung auf 1.139.036 Dollar, wobei Cézannes drei Spitzenwerke Der Badende, Stillleben mit Äpfeln und Pinien und Felsen zusammen mit 150.000 Dollar und Degas Reiter vor Hügellandschaft mit 40.000 Dollar bewertet wurden. Hiernach einigten sich Cornelius Newton Bliss und der Museumsvorstand zunächst auf eine aufzubringende Summe von 1.000.000 Dollar.
Die geforderte Summe durch Spenden aufzubringen, erwies sich Anfang der 1930er Jahre bedingt durch die Folgen der Weltwirtschaftskrise als außerordentlich schwierig. Durch Verhandlungen gelang es dem Museum of Modern Art den geforderten Betrag zunächst auf 750.000 Dollar und schließlich auf 600.000 Dollar herunterzuhandeln. Dieser Betrag konnte nicht zuletzt durch wenige Großspenden aufgebracht werden. Allein 200.000 Dollar trug Abby Aldrich Rockefeller bei, ihr Sohn Nelson A. Rockefeller und die Carnegie Foundation stellten je 100.000 Dollar zur Verfügung. Im März 1934 war der vereinbarte Betrag zusammengekommen und die Sammlung von Lillie P. Bliss ging rechtmäßig in den Bestand des Museums über. Sie bildet den Grundstock der Museumssammlung und die Erträge aus dem aufgebrachten Geldbetrag stehen seither als Lillie P. Bliss Bequest (Lillie P. Bliss Vermächtnis) zum Ausbau der Sammlung zur Verfügung.
Gemäß der Regelung im Testament verkaufte das Museum nach und nach Kunstwerke der Sammlung Bliss. So wurde beispielsweise Ende der 1930er Jahre Degas Reiter vor Hügellandschaft für 18.000 Dollar verkauft, um mit dem Erlös und zusätzlichen 10.000 Dollar Picassos Les Demoiselles d’Avignon zu erwerben. 1941 gelang durch den Verkauf dreier weiterer Werke der Sammlung Bliss der Erwerb von Vincent van Goghs Sternennacht.
Drei weitere Werke der Sammlung Bliss verkaufte das Museum of Modern Art 1951 dem Metropolitan Museum. Neben Odilon Redons Etruskische Vase mit Blumen und Paul Cézannes Porträt Antoine Dominique Sauveur Aubert gehörte Pablo Picassos Frau in Weiß zu diesen Bildern. Weitere Verkäufe betrafen Henri Rousseaus Löwe im Dschungel und Camille Pissarros Am Fluss (beide heute in Privatsammlungen), sowie Henri de Toulouse-Lautrecs May Belfort (heute Cleveland Museum of Art) und Pierre-Auguste Renoirs Brouillard à Guernsey (heute Cincinnati Art Museum).
Im Gegenzug erwarb das Museum of Modern Art mit Hilfe des Lillie P. Bliss Bequest Gemälde von André Derain, Georges Braque, Alexej von Jawlensky, Alberto Giacometti, Balthus, Alexander Archipenko, Juan Gris, Pablo Picasso, Fernand Léger, Theo van Doesburg, Marc Chagall, Piet Mondrian, Lyonel Feininger sowie Skulpturen von Umberto Boccioni, Henri Matisse, Henry Moore, Constantin Brâncuși, sowie zahlreiche weitere Kunstwerke.
Neben dem Lillie P. Bliss Bequest erinnert das Lillie P. Bliss International Study Center an die Museumsmitbegründerin. Dieses am Museum of Modern Art angesiedelte Studienzentrum dient der kunstgeschichtlichen Forschung im Bereich der modernen Kunst.